# Serdar Ferhad Pacha
Serdar Ferhad Pacha, homme d'état Ottoman qui fut deux fois grand vizir entre le 1 août 1591 et le 4 avril 1592 et entre le 16 février 1595 et le 7 juillet 1595
Le traité de Constantinople de 1590 qui met fin à la Guerre ottomano-persane opposant Mourad III à Muhammad Khudabanda puis Abbas Ier le Grand entre 1578 à 1590 est également appelé traité de « Ferhad Pacha ».